# Navinchandra Ramgoolam
Dr. Navinchandra Ramgoolam (Port Louis, 14 luglio 1947) è un politico mauriziano, Primo ministro di Mauritius dal 12 novembre 2024.
In precedenza era stato Primo ministro dal 1995 al 2000 e dal 2005 al 2014.

## Biografia
È figlio del politico Sir Seewoosagur Ramgoolam, considerato "padre della nazione" e di sua moglie Sushil (1922-1984). Dal 1979 è sposato con Veena Ramgoolam, nata Brizmohun (1960).